# 接着剤
接着剤（せっちゃくざい、Adhesive、Glue）は、物と物をつなぐ（接着）ために使われる物質。塗料やラミネート・シーリング材なども、片面を接着するという機能から接着剤の一種に含まれることがある。日本で初めて製造された合成接着剤はセメダインである。
国際標準化機構（ISO）では接着を「接着剤を媒介とし、化学的もしくは物理的な力またはその両者によってふたつの面が結合した状態」と定義する。なお、接着剤と粘着剤は厳密には性質の異なるものである（後述）。日本では家庭用品品質表示法の適用対象とされており雑貨工業品品質表示規程に定めがある。

## 概説
一般に接着剤は樹脂のみによるものと考えられるケースが多い。しかしながら、基材と接着剤の熱膨張率が異なると耐久性が落ちる等の理由によって、高信頼性の接着剤ではシリカ等の固形物を混合する事が工業用では一般的である。他の理由としては、熱伝導率の向上、構造強度の向上、硬化時の発熱の低減、価格メリット等がある。
市販品においてはパテ等の名称で区別する場合がある。
「接着剤」の名称は、大正期にセメダインの社長であった今村善次郎が考案したといわれている。それまで「接合材」や「強力ノリ」などの呼称で呼ばれていたものに対して、今村が当時取引をよく行っていたのが文房具店のほかに薬局であったため、薬局で売りやすいように「材」でなく「剤」の文字を使うようになったとされる。（1920年代ごろの薬局は日用品や調味料などの販売を行い、万屋的側面が強かった。）
異種の物質がくっつく現象である英語のAdhesionは、接着、付着、密度、粘着、凝集などと訳される。ただし、厳密には付着力と凝集力、付着力と粘着力は区別され、接着剤と粘着剤も区別される。接着剤と粘着剤の大きな違いは、第一に粘着剤は接合している間も粘着剤自体は乾燥していないこと。第二に粘着剤による接合は主に凝集力（同種分子の引き合う力）によるものであることである。
付着力の発生の仕組みはよくわかっていないが、吸着説、電気説、拡散説、さらに弱境界層説などが唱えられている。

## 接着剤の歴史
接着剤の歴史は人間が道具を使い始めた頃に始まった。石器時代には鏃を木の枝や竹に固定するためにアスファルトが使われた。また、漆を使って修理された約6000年前の土器も見つかっている。
石油資源が豊富な中近東ではアスファルトが壁画制作や建築に利用された。古代のバビロニアでは彫像の眼を固定するためにアスファルトが使われた。旧約聖書にはバベルの塔の煉瓦接着や、ノアの方舟の防水処理用にアスファルトが使われたと書かれている。
また、狩猟が盛んなエジプト、中国、ヨーロッパなどでは獣類の皮や骨を煮出したにかわが利用された。古代エジプトではにかわが棺や家具・パピルスなどを接着するために広く使われていた。12世紀頃のモンゴルで作られた高性能の弓は、動物の骨を薄く削った板を複数枚重ねてにかわで接着したものである。
肉食の習慣の少なかった日本などでは、漆（ウルシの樹液）や、米などを原料とするデンプンのりが主に利用された。古代から使われていた漆喰は石垣や煉瓦建築においてよく用いられ、デンプンのりは寝殿造で使われた襖や障子を作る時に利用されてきた。
接着剤の大量生産は、18世紀のオランダに建設されたにかわ製造工場によって始まった。それ以後、天然ゴム・デンプン・カゼインなどの天然系接着剤が各国で製造され始めた。
20世紀に入ると合成系接着剤が続々と登場する。1915年に、初の合成樹脂のひとつフェノール樹脂を積層板製造時に接着剤として使用された事を皮切りに、化学工業の発展に伴って接着剤も開発された。1940年前後にはエポキシ樹脂系接着剤が金属接合に使われ始めた。以後、様々な種類の接着剤がいろいろな用途に使われるようになった。

## 接着接合の特徴
接合法のひとつにあげられる「接着」は、次のような特徴を持っている。

### 長所
- 接着しようとする物（以下「被着材」）について、さまざまな種類に対応する。また、種類が異なる被着材同士を接合することもできる。
- 大きさや厚みといった、被着材がどんな形をしているかに左右されない。
- 面と面を接合させるため、応力を分散させることができる。
- 軽く、仕上がりの美観が良い。
- 接着剤は大量生産することができ、また接合作業を自動化することが簡単にできる。
- 気密性・水密性があり、また接着剤の成分処方を変えることで様々な機能を加えられる。

など。

### 短所
- 一般的に、耐熱性や耐寒性はあまり高くない。
- 一般的に、可燃性のものが多い。
- 被着材の種類に対応した接着剤を選ばなければならない。
- 適切な接着条件を守らないと、その性能を充分に発揮できない。
- 一般的に、一度接着した被着材同士を分離することが難しく、解体が非常に困難になる。
- 被着材とは異なる物質を使うケースが多いため、リサイクルを阻害してしまう場合がある。
- 溶剤を使用した接着剤（プラスチック用、ゴム系など）では使用中の換気を必要とし、悪用すれば有機溶剤中毒に陥る。

など。

## 接着の過程
接着のメカニズムには5つ存在するが、接着剤においてはそのうちの3つが主に関わっている（物理的接着・化学的接着・分散接着）。場合によっては拡散接着も関与する。
接着は、まず接着剤が被着材の表面を充分に濡らし、次いで硬化する事で成り立つ。
接着は一部を除いて、原子または分子が相互に拡散する溶接とは異なり、接合する界面 (bond line) が存在する。そのため、接着力は被着材の表面状態に大きく左右されてしまい、事前に表面処理を施すことが望まれる。具体的には、洗浄や研磨で異物を取り除く、金属では防錆剤や油分・酸化物を除去する、プラスチックやゴムの成形品では残留離型剤を除去するなどがある。また、一部の被着材にあらかじめプライマーを塗布し、接着力の向上を図るケースも表面処理のひとつにあげられる。
被着材を濡らすために、接着剤は初期に液体状またはそれに近い流体状になる必要がある。固体でも熱や圧力など外部作用により流動する状態に変化できていればよい。この流動性を持った接着剤が、基本的には被着材の接合しようとする面全体に塗布されていなければならない。接着剤の塗布には、器具（はけ、ヘラ、ローラー、コーキングガンなど）を利用した手作業による簡易塗布手法と、大量生産に対応するために専用の設備（エア・スプレー、ノズルスプレー、コーター、ビード、ディスペンサー、ポッティングマシンなど）を使用した塗布方法などがある。
次に硬化し、接合に必要な強度を持つことで接着する。その過程は、重合や硬化剤などとの化学反応、溶媒の蒸発、固体ならば外部作用からの解放や反作用にて行われる。この時、被着材の接合しようとする面と接着剤が適切かつ充分に接触していなければならず、オープンタイムを過ぎているなど接触させるタイミングを逸すると本来の接着力は発揮されない。また、ホットメルトや感圧型、Bステージ樹脂などを除き、接着剤が充分に硬化するまで静置し養生させる必要がある。

## 接着剤の性状による分類
接着剤は液体状の塗布タイプと固体状の感圧・感熱タイプの接着剤に分けられる。

### 液体状の接着剤
液体状の接着剤は塗布タイプと呼ばれており、塗布、圧着、硬化の過程を経て接着力を得られるタイプのものである。
ラテックス形・エマルション形（Latex & Emulsion）
初期状態は高分子の固形分を水中で重合させた懸濁水溶液。コロイド状態の天然または合成ゴムが主体の場合にはラテックス系接着剤、本来水に溶解しない高分子が保護コロイドでエマルジョン化されて水に溶けることができる状態となっているものはエマルジョン系接着剤と分類される。これらは特性を付与するために異なる高分子成分を混合する場合もあり、物性を設計する上での自由度が高い。貯蔵性に優れるが凍結させると分解し本来の機能を発揮しなくなってしまう。常温で接着するが低温の環境では充分に固化せず白化した状態となるため、最低造膜温度(Minimum Film Forming Temperature)上での作業が求められる。
接着過程は乾燥固化型で接着剤の水分が蒸発することで硬化して接着する。
接着後の体積変化が反応形などに比べて大きい。
アクリル樹脂系エマルション形やゴム系ラテックス形がある。
溶剤形
初期状態は合成樹脂やゴムなどの高分子固形分が有機溶剤などの溶媒に溶け込んだ液体状。
酢酸ビニル樹脂系溶剤形、ビニル共重合樹脂系溶剤形、ゴム系溶剤形がある。
接着後の体積変化が反応形などに比べて大きい。
接着過程は乾燥固化型で接着剤の溶剤が揮発することで硬化して接着する。
反応系（Reactive adhesives、モノマー・オリゴマーなど）
初期状態は化学反応を起こす前の成分を主体とする液体または固体。光や熱などのエネルギーを与える事で熱硬化を開始する。エネルギーの与え方は明示的である場合とそうでない場合（常温反応）があり、前者はオーブンや硬化炉等を用い、後者は常温にて自然に硬化する。なお、後者を用いた場合においても過剰なエネルギーを与える事によって、硬化反応を促進させる、硬化後の物性を変化させる、といった事が一般的に可能である。
化学反応は、高温高圧等の条件においては、官能基を持つ一つの化学種で事足りる（単独重合させる場合）が、一般に接着剤を用いる局面ではそのような環境の使用が困難であるため、二種以上の化学種を併用する事が多い。そのため製品としては、使用の直前に混合するもの（2液タイプ）と、工場出荷時に既に混合されているもの（1液タイプ）が存在する。前者は2液に分かれているため保存安定性は良いが、後者は保存安定性と反応性（硬化性）を両立させるために、様々な工夫が用いられる。例としては、冷凍保存、硬化剤・触媒のマイクロカプセル化、硬化温度の高温化などが挙げられる。このため一般に高価であり、ごく一部の市販品を除きほとんどは工業用、特に電子部品用途に用いられている。
シアノアクリレート系の瞬間接着剤は水を触媒とする特殊なものであり、1液ではあるが上記に当てはまらない。
反応系接着剤は硬化の前後において、密度の変化と若干の揮発以外には体積を減じる可能性が低いという特徴を持っている。

### 固体状の接着剤
固体状の接着剤は感圧・感熱タイプと呼ばれる。
テープ（Pressure sensitive adhesives）
初期状態は接着剤を布や紙・金属箔・セロファンなどのテープ状基礎に塗布または浸漬したもの。

## 接着剤成分の種類

### 無機系接着剤
シリカ系接着剤
セラミック
セメント
はんだ
水ガラス（珪酸ナトリウム、珪酸ソーダ）

### 有機系接着剤

#### 天然系接着剤

##### アルブミン
アルブミンを成分とする。水に対して不溶解の性質を利用し、工芸紙分野にて使用される。

##### カゼイン接着剤
カゼイン系接着剤(Casein adhesives)は、牛乳由来の蛋白質の一種であるカゼインを成分とする接着剤。溶液系（アルカリ溶液系）。
牛乳を酸により凝固沈殿させて得られるリン蛋白のカゼイン酸は、適度な粘性を持ち、ガラス瓶のラベルや画材などに利用されている。かつては木材・紙加工用などに広く使用されていたが、それらの分野はほぼ合成系接着剤に切り替わった。

##### 天然ゴム系接着剤
天然ゴム系接着剤（Natural rubber adhesives、NR系接着剤、ゴムのり）は、ラテックス[(-CH2-C(CH3)=CH-CH2-)n]を主成分とする接着剤。溶液系・テープ。
パラゴムノキ（ヘベア）から採取される天然ラテックスにイソブレンを加えて凝固させ得られる生ゴムを溶剤に溶融させた液体状。物性の安定や機能を付加するため、各種安定剤や加硫剤などを加えている。

##### 天然ゴムラテックス接着剤
天然ゴムラテックス接着剤(Natural rubber latex adhesives)は、天然ラテックスを主成分とする接着剤。水分散系。
天然ラテックスを60%程度まで濃縮し、防腐剤としてアンモニアを、粘度調整のためにカゼインを添加した液体状。紙接着などに使われる。

##### デンプン系接着剤

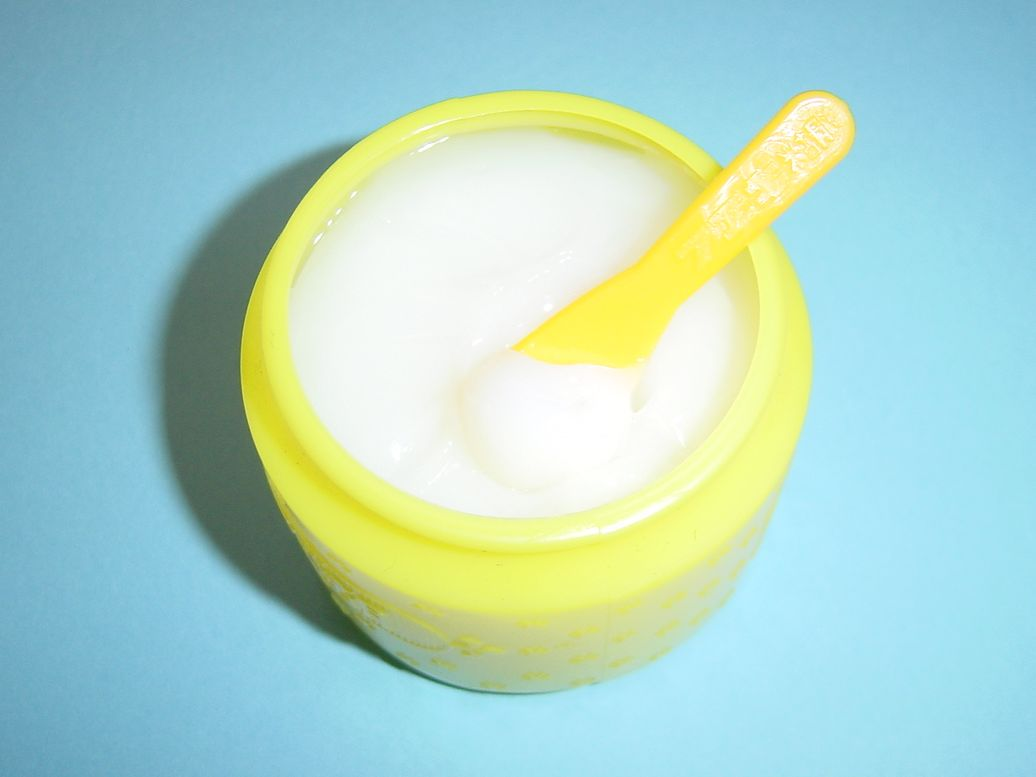
デンプン系接着剤

デンプン系接着剤(Starch adhesives)は、植物由来のデンプンを主成分とする接着剤。溶液系（水系）。
デンプンを糊化させ、塗布後に水分が蒸発する過程を経て硬化・接着する。歴史は古く、麦粉で作った正麩（しょうふ）や米由来の続飯（そくい）などは奈良時代から使用されていた記録がある。現在ではトウモロコシを原料とするコーンスターチが主流。安価かつ使いやすい点から、文房具など紙接着分野で使われる。また、安全性の高さから食品容器の口糊などにも利用される。酢酸ビニール樹脂系などの合成糊の出現で取って代わられた傾向も見られたが、近年はエコロジー志向の観点から見直され使用が増えている傾向も見られる。
天然状態のデンプンは塗布機械への適性が悪い。大量消費用には粉体デンプンを熱分解し粘度を安定させた焙焼デキストリン、酸化させたデンプン、アセチル化・メチル化・カルボキシメチル化など変性させたものなどが使用される。

##### 膠

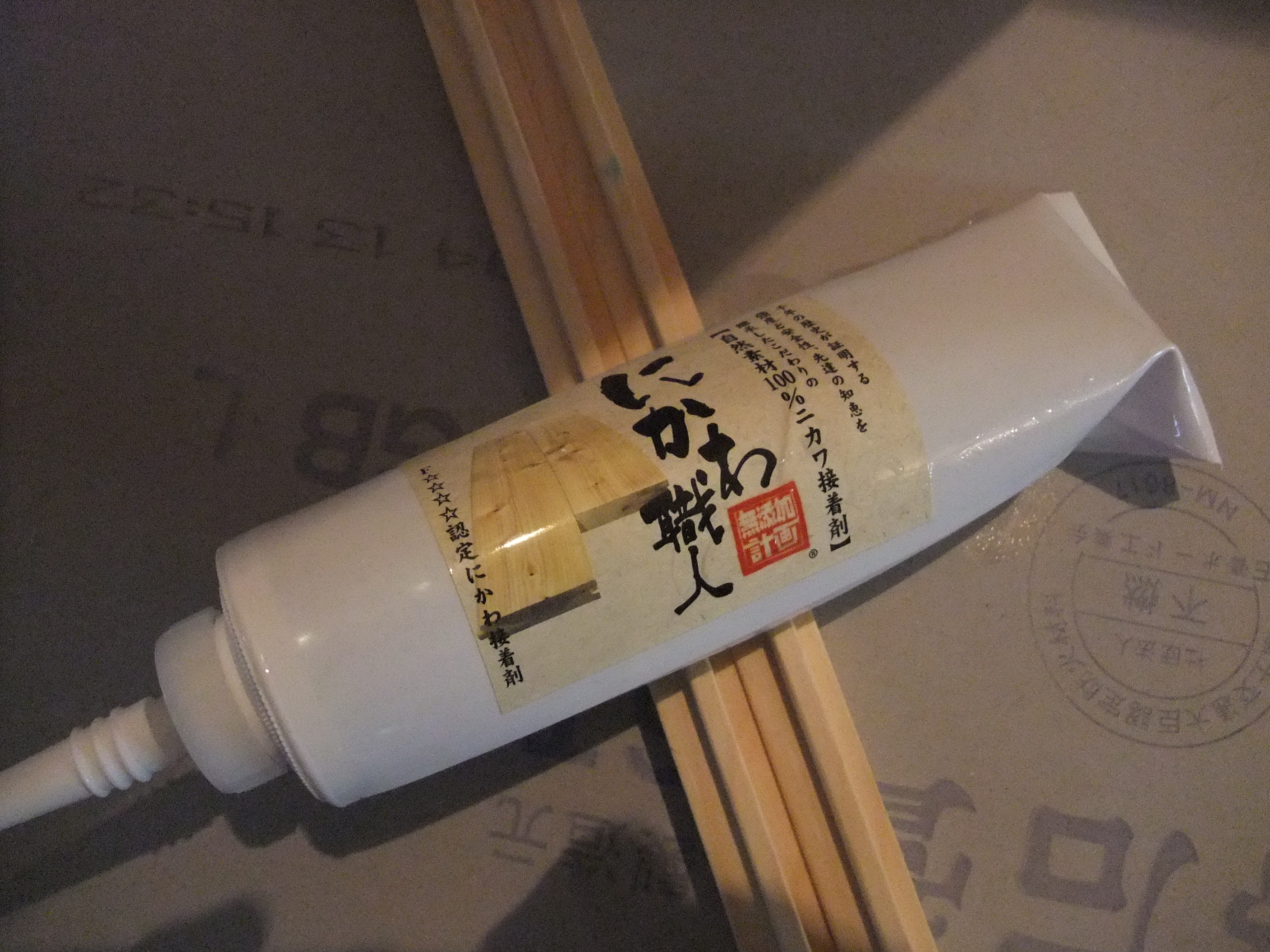
膠の接着剤：住宅建築用

膠（にかわ、Animal glue）は、動物由来のゼラチンを主成分とする接着剤。溶液系（水系）。蹄を原料とするものはHoof glue、魚を原料とするものは魚膠（ぎょこう、Fish glue）と呼ぶ。魚膠の一種にアイシングラスがある。
動物の主要蛋白質（コラーゲン）を部分的に加水分解して得られる水溶性ペプチドを成分とし、約60℃に加熱した水溶状態から冷却する過程を経て硬化・接着する。初期接着性に優れる点から、製本や壁紙など紙接着分野や木工分野で用いられる。加温するだけで綺麗に剥離・除去できるために、修理・調節の必要な弦楽器にも使用される。
通常粉体で販売される粉末にかわは、使用前の手順が煩雑な点や柔軟性に劣るなどの短所がある。これらの欠点を改善するため各種改質剤を添加し、あらかじめゲル状態に加工したコンパウンドグルーも販売されている。

##### フィブリン接着剤
フィブリン接着剤(Fibrin adhesives)は、血液に含まれる蛋白質の一種であるフィブリンを利用した接着剤。反応系。
血液の凝固メカニズムを利用した生体用接着剤の一種。フィブリノーゲンを酵素と反応させて分解したフィブリンが持つ再凝固作用を利用して接着する。安全性は高いが接着力に乏しく、血液から製造されるために感染症の問題が懸念されるなど克服すべき点が多い。

#### 生物
細菌のCaulobacter crescentusは合成接着剤の2倍以上という強力な接着力を持っている。

#### 合成系接着剤

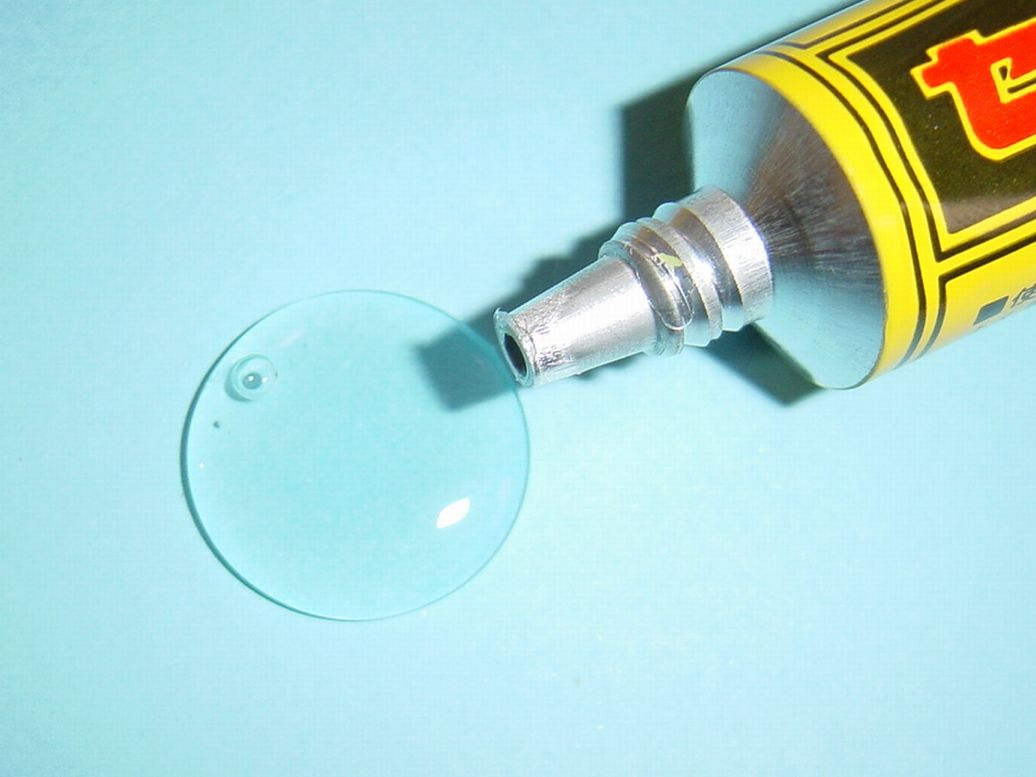
ニトロセルロース接着剤

アクリル樹脂系接着剤
アクリル樹脂系接着剤(Acrylic resin adhesives)は、アクリル酸および誘導体を主成分とする接着剤の総称。反応系。
アクリルモノマー・エラストマー・触媒などを主成分とする液体状。硬化・接着過程で化学反応を伴わないものは第一世代(FGA)、重合反応を行うものは第二世代(SGA)、ウレタンアクリレートやエポキシアクリレートを紫外線などのエネルギー照射によってラジカル重合を起こさせ硬化するものは第三世代(TGA)と呼ばれている。
現在は主成分液と硬化促進剤とを別梱したSGA二液形が主流となっている。これは、混和するとレドックス重合（ラジカル重合の一種）を起こし硬化・接着する。被着材の一方に主液を、もう一方に硬化剤を塗布し、圧着して接着させる。耐薬品性や物理性質に優れ、常温下で接着し、被着材の表面に多少の油膜が付いていても接着が可能。電気電子機器・車両・建築・金属など多くの分野で使われる。また、耐久性に優れるため構造用接着剤のひとつにも挙げられる。
アクリル樹脂嫌気性接着剤
アクリル樹脂嫌気性接着剤（Acrylic resin anaerobic adhesives、嫌気性接着剤、嫌気性固着剤、嫌気性封着剤）は、ジアクリレートと過酸化物を主成分とする接着剤。反応系。
主成分のアクリレートモノマーに、アミン類・過酸化物・サッカリンなどを加えた液体状。空気に触れている時には液状だが、遮断しかつ金属イオンと接すると触媒反応を起こし硬化・接着する。金属接着に優れた特性を持つため、ねじ穴の封止や充填など主に嵌合分野を始めとして、自動車など機械関係・電気電子分野などで広く使われる。
アクリル樹脂エマルジョン接着剤
アクリル樹脂エマルジョン(Acrylic emulsion adhesives)は、アクリル樹脂エマルジョンを主成分とする接着剤。水分散系。
アクリルモノマーを乳化重合させエマルジョン化した乳白色水溶液。接着部は柔軟性に富み、耐候性・耐水性・耐アルカリ性にも優れるため、繊維加工・包装などの分野に使用される。酢酸ビニル樹脂と共重合させた改質タイプは塩化ビニル樹脂などプラスチック類の接着に優れる。スチレンモノマーと共重合させて塗料に用いられることも多い。
α-オレフィン系接着剤
α-オレフィン系接着剤（α-Olefin resin adhesives、α-オレフィン無水マレイン酸接着剤、クラタック）は、α-オレフィンの一種であるイソブチレンと無水マレイン酸との共重合樹脂を主成分とする接着剤。溶液系（水系）
共重合樹脂水溶液に水酸化カルシウム・ラテックス・金属酸化物などの充填剤等を添加した液体に、硬化剤を添加して硬化・接着させる。溶媒蒸発とともに水酸化カルシウムによる架橋が生じ、接着力が向上する。耐熱性・耐クリープ性に優れ、ホルムアルデヒドを使用しない木材用接着剤として開発された経緯から、合板・木工製品や建築用に使われる。常温硬化タイプは、pH12以上の強アルカリ性のため木材を腐食させる可能性がある。逆に、中性タイプは、硬化させるには加熱が必要である。また、α-オレフィン無水マレイン酸樹脂はエマルションやラテックスの保護にも利用できる。
ウレタン樹脂系接着剤
ウレタン樹脂系接着剤(Polyuretheane resin adhesives)は、ウレタン基 -NHCOO-を持つ接着剤の総称。広義にはイソシアネート基（NCO基）やヒドロキシ基（OH基）から誘導され化合する接着剤を含む。反応系。
原料は多くの種類から選択が可能で、更に添加物を加えることで多様な物性を付与できる。
二液型は、末端に水酸基を持つポリオールとポリイソシアネート、または末端にイソシアネート基を持つウレタンプレポリマーとポリオールを組み合わせ、混合することで化学反応を起こし硬化・接着させる。常温接着するが、加熱により接着強度を高めることもできる。耐候性・耐油性・耐寒性に優れ、金属・セラミック・プラスチックなどの構造材料用として、また食品包装用のラミネートフィルムの接着に用いられる。
一液型は、ウレタンプレポリマーと触媒の混合液が加湿または加熱により硬化・接着する。工業用・建築用に利用され、特に床用分野では二液型のエポキシ樹脂系接着剤に替わって採用が広がっている。液表面が硬化してしまうなどのトラブルを起こさないように、密閉して保存する必要がある。
ウレタン樹脂溶剤系接着剤
ウレタン樹脂溶剤系接着剤(Polyurethane solvent type adhesives)は、ポリウレタン樹脂またはウレタンプレポリマーを溶剤に溶融させた接着剤。溶液系
ポリウレタン樹脂をメチルエチルケトン(MEK)・ジオキサン・酢酸ブチルなどの溶剤に溶解させた液状接着剤は、主に軟質塩化ビニル樹脂の接着に利用される。プレポリマー溶液タイプもほぼ同じ性質を持つ。
ウレタン樹脂エマルジョン接着剤
ウレタン樹脂エマルジョン接着剤(Urethane emulsion adhesives)は、ウレタン樹脂エマルジョンを主成分とする接着剤。水分散系。
ウレタン樹脂を機械乳化法またはビニルと結合させてエマルジョン化した水溶液。プラスチック接着に優れ、木工・建材分野やラミネート用などにも利用されている。しかしながら高価なため汎用化には至っていない。脱VOCを目的とした分野への展開は、先行する塗料分野からの応用が待たれる。
エーテル系セルロース
エーテル系セルロース(Ethercellulose)は、エーテル系誘導体セルロースを主成分とする接着剤。セルロース系接着剤の一種に分類される。メチルセルロース(Methylcellulose, MC)およびカルボキシメチルセルロース(Sodium Carboxymethylcellulose, CMC)が接着剤として使用される。溶液系（水系）。
メチルセルロースの水溶液は初期状態で粘性を持ち、硬化後は弾力性のある皮膜を形成する。壁紙接着や皮革用に使われる。
食品用増粘剤の一種であるカルボキシメチルセルロースナトリウムの水溶液は粘性・増膜性を持ち、繊維や紙接着分野に使われる。

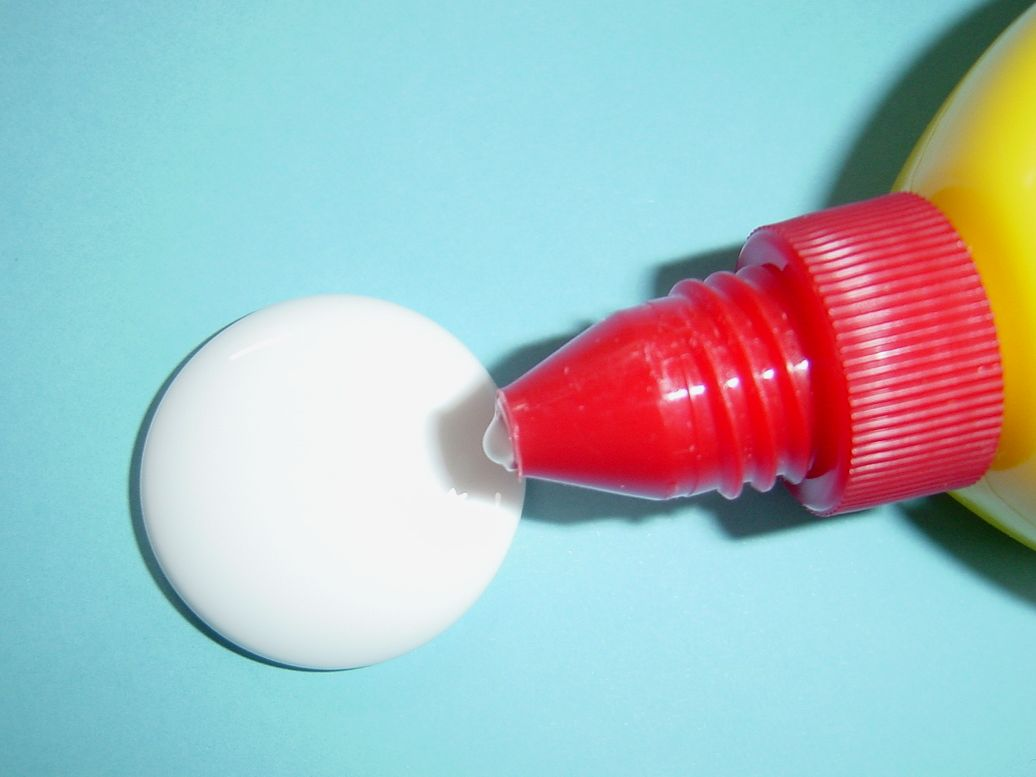
酢酸ビニル樹脂エマルジョン接着剤

エチレン-酢酸ビニル樹脂エマルジョン接着剤
エチレン-酢酸ビニル樹脂エマルジョン接着剤(Ethylene-Vinylacetate copolymer emulsion adhesives、EVA樹脂エマルション接着剤)は、エチレンビニルアルコール(EVA) と酢酸ビニルを共重合させた樹脂のエマルジョンを主成分とする接着剤。水分散系。
酢酸ビニルモノマーに10 - 30%のエチレンモノマーを混和し高圧下で乳化重合させ、エマルジョン化した白濁水溶液。酢酸ビニル樹脂単体のエマルションよりも耐水性・耐候性・耐アルカリ性に優れ、また接着速度も速いため、製本・製袋などの分野や、モルタル混和剤、プラスチックシート等を使用したラミネートなど合成樹脂を接着する用途にも使われる。接着力や作業性を向上させるために有機溶剤を添加したものが多かったが、昨今の環境問題に対応するために無溶剤タイプも開発されている。
エチレン-酢酸ビニル樹脂ホットメルト接着剤
エチレン-酢酸ビニル樹脂ホットメルト接着剤（Ethylene-Vinylacetate copolymer Hot melt adhesives、EVA樹脂ホットメルト接着剤）は、エチレンビニルアルコール(EVA) と酢酸ビニルを共重合させた樹脂を主成分とする接着剤。固形。
比較的安価かつ熱安定性に優れるベース樹脂に粘着付与剤やワックスをコンパウンドし、包装紙・製本・組み立て木工分野などに広く使われる。EVAと酢酸ビニルの配合比を変えることでスペックの変更も容易なのが特徴。
エポキシ樹脂系接着剤
エポキシ樹脂系接着剤(Epoxy resin adhesives)は、エポキシ樹脂を主成分とする接着剤。反応系。
硬化方式別に1液型と2液型があり、工業的には1液型、家庭用には2液型が主流。2液型ではビスフェノールAとエピクロルヒドリンを縮合反応させたエポキシ樹脂プレポリマーに、アミン等の硬化剤を加えると、グラフト重合が起こり三次元高分子として経時的・熱硬化的に硬化・接着する。プレキュアでの初期接着性が高く、三次元的に重合した高分子の特性として耐水性・耐湿性・耐薬品性・電気絶縁性などに優れ、被着材の種類を選ばず強度や耐熱性にも優れた性質を持つ。さらには、エポキシ樹脂のタイプや硬化剤の種類を選ぶことにより接着性能を多様に設計できる。宇宙・航空機を始めとし、土木建築・電気電子部品・半導体・自動車など高い信頼性が求められる分野で用いられる。
接着方式は硬化剤の選択に左右され、常温硬化とするにはポリアミドや芳香族スルホン酸などを硬化剤とした二液としなければならないが、汎用性の広さから家庭用の万能接着剤として用いられる。なお、二液型も硬化特性の観点からは熱硬化型に分類される。酸無水物や芳香族アミンなどを使用すると熱硬化型となり一液化が可能となる。
耐剥離性（たいはくりせい）や耐衝撃性を向上させるために、ナイロンやイソシアネートなどのポリマーとブレンドさせたものは構造用接着剤として広く使用される。
エポキシ系導電性接着剤は一液型エポキシ樹脂接着剤に貴金属粉末を加えて製造される。使用する金属は銀粉が多い。はんだ代替の金属接着用途にて使われる他、最近の技術として半導体集積回路のアセンブルにおいてNCPなどがある。
エポキシ樹脂エマルジョン接着剤
エポキシ樹脂エマルジョン接着剤(Epoxy emulsion adhesives)は、エポキシ樹脂エマルジョンを主成分とする接着剤。水分散系。
エポキシ樹脂を機械乳化法でエマルジョン化した水溶液。コンクリート用プライマーなどに利用されているが、価格・性能について課題を残しており、引き続き開発が求められている。
塩化ビニル樹脂溶剤系接着剤
塩化ビニル樹脂溶剤系接着剤（Polyvinyl Chloride solvent type adhesives、PVC樹脂接着剤、PVCドープセメント）は、ポリ塩化ビニル樹脂を主成分とする接着剤。溶液系。
樹脂単体または酢酸ビニルとの共重合体を溶液に溶融させたゲル状の液体。溶液にニトリルゴムを配合したタイプは塩化ビニル樹脂接着用として塩ビ管接合などに使用される。特に粒子径が小さい塩化ビニル樹脂を可塑剤と練ったものは塩ビゾルと呼ばれ、金属接着用途に使われる。

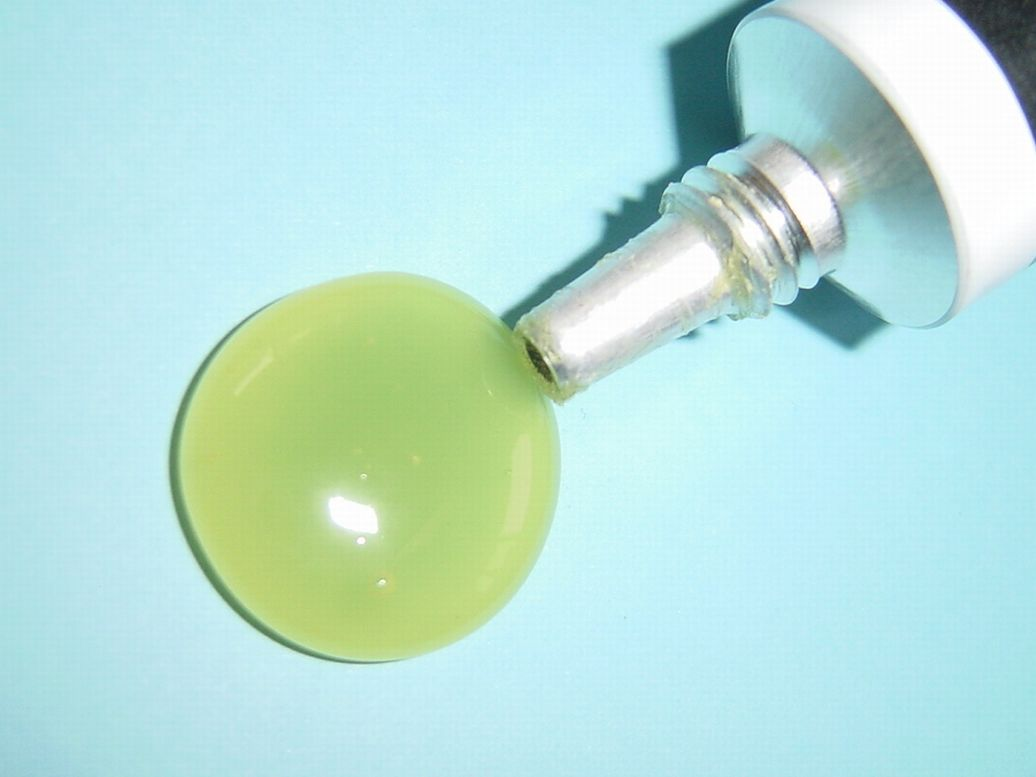
クロロプレンゴム系接着剤
クロロプレンゴム系接着剤（Polychloroprene rubber adhesives、CR系接着剤、コンタクト型接着剤）は、クロロプレンゴム[(-CH2-CCl=CH-CH2-)n]とフェノール樹脂を主成分とする接着剤。溶液系。
クロロプレンゴムが持つ良好な接着性を生かしつつ、作業性を向上させるためアルキルフェノール樹脂などを添加し溶剤に溶融させた、強い粘着力を持つ液体。常温下で被着材に塗布した後若干乾燥させ重ね合わせることで即座に接着できる（コンタクト接着）。使いやすさや高い性能から工業用に広く用いられ、また家庭用にもチューブ入り黄褐色の接着剤として馴染み深い。耐熱性・耐久性をさらに向上させるには、ポリイソシアネート化合物を添加して使用する。
機能性を付与したものとしては、メチルメタクリレートとグラフト重合させた軟質塩化ビニル樹脂接着用がある。

酢酸ビニル樹脂エマルジョン接着剤
酢酸ビニル樹脂エマルジョン接着剤（Polyvinyl acetate emulsion adhesives、酢ビエマルジョン接着剤）は、酢酸ビニル樹脂エマルジョンを主成分とする接着剤。水分散系。
酢酸ビニルモノマーを、ポバールなどを保護コロイドとして乳化重合させエマルジョン化した乳白色水溶液。水の蒸発により樹脂の粒子が融着して透明な皮膜状に硬化・接着する。環境問題対応を目的に、可塑剤のフタル酸エステルを使用しないタイプが開発されている。安価かつ塗布が容易であり、ポリマーの組成を変化させることでいろいろな用途に対応するが、耐熱性・耐水性・耐溶剤性が劣るため、これらの改良を目的に他の樹脂と混合させたものもある。紙接着や繊維・木工・合板用などに使われ、市販の木工用ボンドがなじみ深い。
シアノアクリレート系接着剤
シアノアクリレート系接着剤（α-Cyanoacrylate adhesives）は、2-シアノアクリル酸エステルモノマーを主成分とする接着剤。反応系。
基材や空気中の水分によって急速に硬い皮膜状に硬化・接着する。作業性に優れた一液・常温硬化型でもあるため瞬間接着剤として使用される。末端のアルキル基を選択することにより特性を設計できる。粘度が低いため塗布が容易であり、また多様な被着材に適応する応用性の高さから、ゴム・金属やプラスチック類・医療用などから始まった使用範囲は広がり続け、最近では樹木接木などにも用いられる一方、皮質に馴染み易く白化する特徴から指紋判別用材料としても利用されている。剥離強度には優れるが、耐衝撃性や耐熱性に劣り、オープンタイムは短い。近年これらを改良したタイプも開発されている。
シリコーン系接着剤
シリコーン系接着剤(Silicone adhesives)は、オルガノポリシロキサンを主成分とする接着剤。縮合硬化型と付加硬化型がある。反応系。
縮合硬化型は、末端に水酸基を持つオルガノポリシロキサンと架橋剤を混合した液状またはペースト状。塗布後に空気中の水分と反応して表面から硬化が始まり、最終的にはゴム弾性を有した硬化層を形成する。縮合反応時に発生する遊離ガスの種類によって分類され、それぞれ使用状況に応じた種類を選ぶ必要がある。型と主な用途は、脱オキシム型（汎用）・脱酢酸型（ガラス接着）・脱アセトン型（電子・電気用）・アミド系型（建築）など。
付加硬化型は、末端にビニル基を持つオルガノポリシロキサンと、架橋剤とに分けた二液形。触媒を使用し加熱することで硬化・接着する。縮合硬化型より硬化速度が速く、遊離ガスの発生も無い。
水性高分子-イソシアネート系接着剤
水性高分子-イソシアネート系接着剤（Water based polymer-isocyanate adhesive、Emulsion Polymer-Isocyanate adhesives、水性ビニルウレタン系木材接着剤(Aqueous Vinylpolymer Solution-Isocyanate adhesives for Wood, API)、水性ビニルウレタン）は、各種親水性高分子の水溶液またはエマルション溶液と、架橋剤としてのイソシアネート化合物を主成分とする接着剤。水分散系の性質を持った溶液系（水系）。
炭酸カルシウムなどの充填剤を添加した高分子水溶液またはエマルション溶液に、塩化パラフィンなどに溶解させた多官能性のイソシアネートまたはそのプレポリマーを加えると経時的に硬化・接着する。開発当初は「水性ビニルウレタン」と呼ばれた。硬化過程が常温で進むものは1種、加熱が必要なものは2種に分類される。耐水性に優れ、ホルムアルデヒドを含まない水系接着剤として、木材接着用途を主に、プラスチックや金属・ゴムなどとの複合接着にも用途を拡げている。
スチレン-ブタジエンゴム溶液系接着剤
スチレン-ブタジエンゴム溶液系接着剤（Styrene-butadiene rubber adhesives、SBR系・SBS系またはSIS系接着剤）は、スチレンとブタジエンとの共重合体を主成分とする接着剤。重合反応の違いによる2種類がある。溶液系。
ランダム共重合SBRは天然ゴム様の性質を持ち、溶剤溶液は接着剤として利用されるが接着強度は強くない。ブロック共重合SBRは加硫ゴム様の性質を持つ。溶剤溶液は付与剤を添加しゴム・ガラス・金属・発泡スチロール類の接着に使われる。溶質ゴムとして、スチレン-ブタジエンブロック共重合体(SBS)やスチレン-イソプレンブロック共重合体(SIS)も使用される。
スチレン-ブタジエンゴム系ラテックス接着剤
スチレン-ブタジエンゴム系ラテックス接着剤（Styrene-butadiene rubber latex adhesives、SBRラテックスまたはSBラテックス）は、ラテックス状のスチレンとブタジエンとの共重合体を主成分とする接着剤。水分散系。
乳白色液体。スチレン比率50%未満（SBRラテックス）はカルボキシル化SBRラテックス(c-SBR)やビニルピリジンとの共重合タイプを中心に、カーペットなど床材接着やタイヤの繊維コード接着分野などに使われる。スチレン比率50%以上のもの（SBラテックス）は比較的淡色となり、紙塗装分野などに使われる。
ニトリルゴム系接着剤
ニトリルゴム系接着剤（Nitrile rubber adhesives、NBR系接着剤）は、ニトリルゴムを主成分とする接着剤。溶液系。
ニトリルゴムを溶剤溶融させた液体。フェノール樹脂を配合したタイプは耐油性、耐溶剤性に優れ、ブレーキライニング用や金属・木材・皮革などに使われる。ポリ塩化ビニルを配合したタイプはフィルム接着などに用いられる。

ニトロセルロース接着剤
ニトロセルロース接着剤(Nitrocellulose adhesives)は、セルロースのエステル系誘導体のひとつであるニトロセルロース（硝化綿）を主成分とする接着剤。セルロース系接着剤の一種に分類される。溶液系。
ニトロセルロースを溶剤溶融した液体状。乾燥・硬化が速くかつ皮革・紙・木材・瀬戸物などの接着に適合するため、チューブ状の家庭用接着剤として1938年から販売されている。安価だが変色しやすく可燃性であるため取り扱いに注意が必要となる。
反応性ホットメルト接着剤
反応性ホットメルト接着剤（R-HM接着剤、ジェットウエルド）は、ウレタン樹脂を主成分とし、ホットメルトに反応系の特性を付与した接着剤。初期状態と使用法は固形に順ずる。
加熱状態で生成されたウレタンプレポリマーは、イソシアネート基（NCO基）を残しつつ固形化する。これをホットメルト接着剤同様に溶融塗布すると、冷却硬化後に空気中や被着材に含まれる水分と反応し鎖延長反応と架橋反応を起こす。化学反応を経るため一般的なホットメルト接着剤を上回る耐熱性を持つが、保管や使用には吸湿を避ける必要がある。
フェノール樹脂系接着剤
フェノール樹脂系接着剤(Phenolic resin adhesives)は、レゾール形フェノール樹脂を主成分とする接着剤。溶液系（水系、ホルムアルデヒド系）。
縮合反応させたフェノールとホルムアルデヒドとの水またはアルコール溶液。130℃以上に加熱して硬化・接着させる。アルコール溶性タイプは常温接着も可能だが、硬化剤を別途添加する必要があり作業性に劣る。耐水性・耐熱性・耐候性に優れるが、衝撃強さは弱い。また加熱温度が高く、硬化後接着剤が赤褐色に変色するため、使用範囲が限定される。しかしながら、木材・金属・ガラス等多様な被着材に対して高い接着力を持ち、船舶用やコンクリートパネルなどの用途にて使われる。
変成シリコーン系接着剤
変成シリコーン系接着剤(Modified Silicone adhesives)は、メチルジメトキシシリル基を末端に持つポリプロピレンオキシド（変成シリコーン）を主成分とする、1988年に開発された接着剤。反応系。
変成シリコーンポリマーに添加剤を加えた液体。空気中の水分によりアルコキシシリル基が加水分解し、さらに縮合反応を起こしながら比較的素早く硬化・接着する。高い強度を持ちつつゴム弾性を失わない特性を持つため、硬化時に発生するゆがみを解消することが出来る。衝撃に強く、建築分野や日常家庭での使用に便利な接着剤として普及しつつある。
一液型は、変成シリコーン系、エポキシ・変成シリコーン系、アクリル・変成シリコーン系に分けられる。それぞれ剪断強さや剥離強さなどについて異なる特徴を持っており、用途に応じた選択ができる。
二液型は、エポキシ樹脂と有機錫触媒をA剤、成性シリコーン樹脂とエポキシ樹脂用硬化剤をB剤とする。混合比を変えることで硬度を調整できる。
ポリアミド樹脂ホットメルト接着剤
ポリアミド樹脂ホットメルト接着剤（Polyamide Hot melt adhesives、PAホットメルト、ナイロンホットメルト）は、ポリアミド（ナイロン）樹脂を主成分とする接着剤。固形。
11ナイロンや12ナイロンなど比較的融点の低いポリアミド樹脂を粉体またはフィルム状に加工したものは、ホットメルト接着剤として使用される。結晶性が低いダイマー酸とジアミンを共重合させたタイプは主に電気・自動車・木工用途に、線状ポリアミドタイプは繊維・金属接着分野などに使われる。
ポリイミド系接着剤
ポリイミド系接着剤（Polyimide adhesives、PI系接着剤）は、芳香族複素環ポリマーに属するポリイミド(PI)類の低分子ポリマーを主成分とする接着剤。ポリアロマティック系接着剤の一種に分類される。反応系。
ポリアミドカルボン酸をジメチルアセトアルデヒドに溶融させた液体をガラス布に含浸させた性状。400℃以上に加熱して溶剤を除去しつつ、その過程で脱水閉環反応を起こしてイミド化し硬化・接着させる。接着剤としては最高レベルに当たる350℃以上の耐熱性を持ち、耐酸化性にも優れる。航空宇宙産業や電気産業分野にて需要が高まってきている。
ポリウレタン樹脂ホットメルト接着剤
ポリウレタン樹脂ホットメルト接着剤（Polyurethane Hot melt adhesives、TPUホットメルト、ウレタンホットメルト）は、熱可塑性ポリウレタン樹脂を主成分とする接着剤。固形。
融点の低いポリウレタン樹脂を粉体またはフィルム状に加工したものは、ホットメルト接着剤として主に繊維分野で使われる。
ポリオレフィン樹脂ホットメルト接着剤
ポリオレフィン樹脂ホットメルト接着剤（Polyolefin Hot melt adhesives、TPOホットメルト、オレフィンホットメルト）は、非結晶性ポリプロピレン樹脂(APP)を主成分とする接着剤。固形。
APPが持つ非極性表面への良好な接着性を生かしたホットメルト型接着剤。物性を安定させるためエチレン・プロピレン・ブテンなどと共重合させる。屋根防水・カーペットのパッキング・プラスチック接着などに使われる。
ポリ酢酸ビニル樹脂溶液系接着剤
ポリ酢酸ビニル樹脂溶液系接着剤（Polyvinyl acetate solvent type adhesives、PVAc系接着剤、酢ビペースト）は、酢酸ビニル樹脂を主成分とする接着剤。溶液系。
酢酸ビニルポリマーをアルコール溶解した粘性を持つ液体。改質のために他の樹脂などを充填したものもある。耐久性に優れるが耐水性やクリープ耐性には劣る。木材などの他に、溶解させる成分を含まないため発泡スチロールの接着に適し、建材ボードなどにも使われる。
ポリスチレン樹脂溶剤系接着剤
ポリスチレン樹脂溶剤系接着剤（Polystyrene solvent type adhesives、PS樹脂接着剤、PSドープセメント）は、ポリスチレン樹脂を主成分とする接着剤。溶液系。
樹脂をアセトンなど溶剤に溶融させたゲル状の液体。主にプラモデル用のりとして使われる。なお、この用途に用いられるうち溶質であるポリスチレン樹脂の含有量がほとんどなくなったあるいは全く含まないものが流し込み（用）接着剤として用いられる。
かつてはシクロヘキサン系のものしか存在しなかったが、現在では両方の用途にリモネン系のものが開発市販され安全性が向上している。

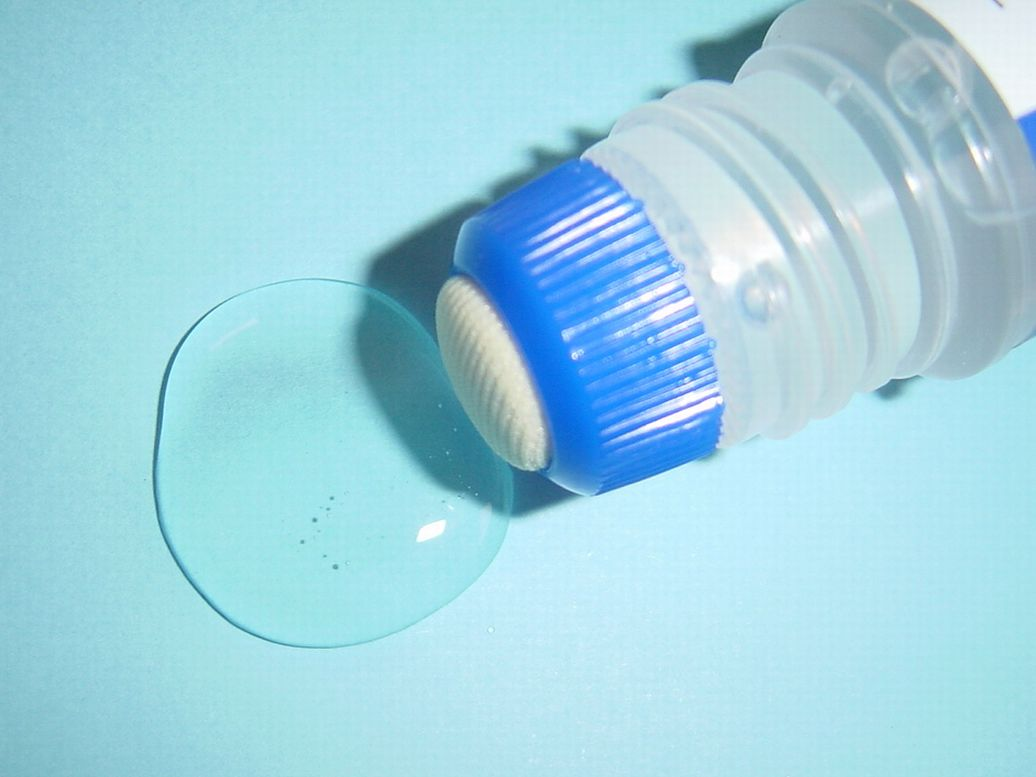
ポリビニルアルコール系接着剤
ポリビニルアルコール系接着剤（Polyvinylalcohol adhesives、PVAL、PVA系接着剤、ポバール）は、ポリビニルアルコールを主成分とする接着剤。水分散系。
乳化剤としてエマルジョン接着剤の添加剤に使用されるPVAは単独でも接着力を有する。水が蒸発すると透明な膜を形成して硬化・接着する。木工・紙接着用途として事務用液体のりで馴染み深い。また、俗に言う洗濯のりとしても知られている。
ポリビニルピロリドン樹脂系接着剤
ポリビニルピロリドン樹脂系接着剤（Polyvinyilyrrolidone adhesives、PVP接着剤、スティック糊）は、ポリビニルピロリドン(PVP)樹脂を主成分とする接着剤。固形に近い溶液系（水系）。
水溶性のPVPに脂肪酸ナトリウムを添加しほぼ固体状にし、グリコール類を加えて滑性を付与したものは、通常では低粘度だが塗布時に力を加えると粘性が生じる。この性質を利用し、棒状に形成したスティック糊は使いやすく文具・事務用として広く普及している。
ポリビニルブチラール樹脂系接着剤
ポリビニルブチラール樹脂系接着剤（Polyvinyilbutyral adhesives、PVB接着剤）は、ポリビニルアルコールの一種であるポリビニルブチラール樹脂を主成分とする接着剤。反応系。
ポリビニルアルコールのメタノール溶液に懸架剤として硫酸を加えた液体に、加熱しながらブチルアルデヒドを混ぜつつ攪拌することで硬化・接着させる。透明性・耐光性や耐衝撃性・耐振動性に優れ、自動車の安全ガラスなどに使われる。
ポリベンズイミダソール接着剤
ポリベンズイミダソール接着剤（Polybenzimidazole adhesives、PBI系接着剤）は、芳香族複素環ポリマーに属するポリベンズイミダソール(PBI)を主成分とする接着剤。ポリアロマティック系接着剤の一種に分類される。反応系。
PBIの低分子ポリマーをガラス布に含浸させた性状。350℃程度に加熱して硬化・接着させる。接着剤としては最高レベルに当たる350℃以上の耐熱性を持ち、航空宇宙産業や電気産業分野にて需要が高まってきている。
ポリメタクリレート樹脂溶液系接着剤
ポリメタクリレート樹脂溶液系接着剤（Polymethylmethacrylate solvent type adhesives、PMMA樹脂接着剤、PMMAドープセメント）は、ポリメタクリレート樹脂を主成分とする接着剤。溶液系。
樹脂を溶液中に溶融させたゲル状の液体。溶液はアセトンなど溶剤が多いが、MMAモノマーやクロロスルホン化ポリエチレンなどを使用するタイプもある。
メラミン樹脂系接着剤
メラミン樹脂系接着剤(Melamine resin adhesives)は、メラミン（シアヌリル酸アミド）を主成分とする接着剤。溶液系（水系、ホルムアルデヒド系）。
縮合反応させたメラミンとホルムアルデヒドに触媒を加えたシロップ状の水溶液。単体では沈殿や結晶化を起こしやすいため、ユリア樹脂との共縮合(MUF)やフェノール樹脂との共縮合(MPF)、さらにメラミン・フェノール・ユリア共縮合(MPUF)をさせた改良したものが主流。50 - 60℃程度に加熱して硬化・接着させる。耐久性および耐熱性に優れるため、屋外用合板など木材用接着剤として使われる。
ユリア樹脂系接着剤
ユリア樹脂系接着剤（Urea resin adhesives、尿素樹脂接着剤、UF接着剤）は、尿素を主成分とする接着剤。溶液系（水系、ホルムアルデヒド系）。
縮合反応させた尿素とホルムアルデヒドのシロップ状水溶液に少量の塩化アンモニウムを硬化剤として添加して硬化・接着させる。固形分濃度により濃縮型と未濃縮型に区分される。固形分60%程度の濃縮型は常温硬化が可能だが、固形分40 - 50%の未濃縮型は固化させるために加熱する必要がある。やや耐久性に劣るが耐水性を持ち、安価かつ作業性が良いため、合板など木材用接着剤として使われる。
レゾルシノール系接着剤
レゾルシノール系接着剤（Resorcinol resin adhesives、レゾルシン系接着剤）は、レゾルシノール樹脂またはフェノール・レゾルシノール樹脂を主成分とする接着剤。溶液系（水系、ホルムアルデヒド系）。
レゾルシノールとホルムアルデヒドを酸またはアルカリを触媒として縮合反応させ水やアルコールに溶解させた水溶液に、硬化剤としてパラホルムアルデヒド粉末を添加して硬化・接着させる。常温接着が可能だが、40℃程度に加熱させる方がより良く接着する。比較的高価であり接着面が黒褐色化する点はあるが、耐久性に優れ、木材接着用として合板・木工製品・楽器・木造船などの構造材料などに利用される。
レゾルシノールとホルムアルデヒドをアルカリ性下で縮合反応させ、これにホルマリン・ラテックスなどを加え反応させたRFL（Resorcinol Formaldehyde Latex）の水または溶媒溶液は、タイヤの繊維コードを接着する用途に使われる。
光・紫外線硬化樹脂系接着剤
光硬化樹脂や紫外線硬化樹脂を調整し接着剤としたもので、仮止め後硬化反応を起こす光を浴びせ硬化接着させる。当然広い遮光物に挟まれた面間などには向かない。

## 関連法令

### 含有物質の規制
化学物質の審査及び製造等の規制に関する法律第二条第二項、第一種特定化学物質
有害物質を含有する家庭用品の規制に関する法律
不特定多数の、しかも常時直接人に触れる可能性の高い家庭用品については、その含有物質について工業用途などと比較すると厳しい制限が施されている。下表は2003年の最新改訂における対象20物質を列記しつつ、特に接着剤関連にあてはまるであろう物質をボールド体で表記している。
| 物質名                                                                            | 基準                                                    | 検査方法                                     |
| --------------------------------------------------------------------------------- | ------------------------------------------------------- | -------------------------------------------- |
| ホルムアルデヒド                                                                  | 幼児用16ppm以下または吸光度差0.05以下,一般用75ppm以下   | アセチルアセトン法                           |
| ディルドリン                                                                      | 30ppm以下                                               | 電子捕獲型検出器付ガスクロマトグラフ         |
| 4,6-ジクロル-7-(2,4,5トリクロルフェノキシ)-2-トリフルオルメチルベンズイミダゾール | 30ppm以下                                               | 電子捕獲型検出器付ガスクロマトグラフ         |
| 有機水銀化合物                                                                    | 検出せず                                                | 原子吸光法                                   |
| トリフェニル錫化合物                                                              | 検出せず                                                | フレームレス原子吸光法及び薄層クロマトグラフ |
| トリブチル錫化合物                                                                | 検出せず                                                | フレームレス原子吸光法及び薄層クロマトグラフ |
| トリス(1-アジリジニル)ホズフィンオキシド                                          | 検出せず                                                | フレームレス原子吸光法及び薄層クロマトグラフ |
| トリス(2,3-ジブロムプロピル)ホスファイト                                          | 検出せず                                                | フレームレス原子吸光法及び薄層クロマトグラフ |
| ビス(2,3-ジブロムプロピル)ホスファイト化合物                                      | 検出せず                                                | 炎光光度型検出器付ガスクロマトグラフ         |
| 塩化ビニル                                                                        | 検出せず                                                | 赤外吸収スペクトル法                         |
| メタノール                                                                        | 5w/w%以下                                               | 水素炎型検出器付ガスクロマトグラフ           |
| テトラクロロエチレン                                                              | 0.1%以下                                                | 電子捕獲型検出器付ガスクロマトグラフ         |
| トリクロロエチレン                                                                | 0.1%以下                                                | 電子捕獲型検出器付ガスクロマトグラフ         |
| 塩化水素                                                                          | 酸の量10%以下かつ容器が強度を有する                     |                                              |
| 硫酸                                                                              | 酸の量10%以下かつ容器が強度を有する                     |                                              |
| 水酸化ナトリウム                                                                  | アルカリの量5%以下かつ容器が強度を有する                |                                              |
| 水酸化カリウム                                                                    | アルカリの量5%以下かつ容器が強度を有する                |                                              |
| ジベンゾ-a,h-アントラセン                                                         | 防腐剤・防虫剤10ppm以下、防腐または防虫処理木材3ppm以下 | 質量分析型ガスクロマトグラフ                 |
| ベンゾ-a-アントラセン                                                             | 防腐剤・防虫剤10ppm以下、防腐または防虫処理木材3ppm以下 | 質量分析型ガスクロマトグラフ                 |
| ベンゾ-a-ピレン                                                                   | 防腐剤・防虫剤10ppm以下、防腐または防虫処理木材3ppm以下 | 質量分析型ガスクロマトグラフ                 |

建築基準法第二十八条の二
2003年に追加された条文は、いわゆるシックハウス症候群の原因物質を規制するために定められた。その骨子は、クロルピリホスの使用禁止と、ホルムアルデヒドを発散する建築資材の使用面積制限（下表）を定めている。これらは原材料のひとつである接着剤の成分にも大きく関連する。
| 使用制限 | 等級記号 | 等級の名称                        | 発散する速度の基準値     |
| -------- | -------- | --------------------------------- | ------------------------ |
| なし     | F☆☆☆☆    | 新上位規格                        | - 0.005mg/m2h            |
| 制限あり | F☆☆☆     | 第3種ホルムアルデヒド発散建築材料 | 0.02mg/m2h - 0.005mg/m2h |
| 制限あり | F☆☆      | 第2種ホルムアルデヒド発散建築材料 | 0.12mg/m2h - 0.02mg/m2h  |
| 使用禁止 | F☆       | 第1種ホルムアルデヒド発散建築材料 | 0.12mg/m2h -             |

RoHS指令

### 含有物質の表示義務
- 特定化学物質の環境への排出量の把握等及び管理の改善の促進に関する法律（PRTR法）
- 家庭用品品質表示法
- 製造物責任法（PL法）

### 取扱い・梱包・運搬等
- 消防法
- 労働安全衛生法
- 毒物及び劇物取締法
- 水質汚濁防止法
- 悪臭防止法
- 廃棄物の処理及び清掃に関する法律
- 容器包装に係る分別収集及び再商品化の促進等に関する法律

## 接着剤による接合の手順

### 接着面の処理
一般的には接着面は平滑なほうが接着に適している。接着面の油分や水分、塵埃などを除去しておく必要がある。木材やコンクリートは良く乾燥させる。

### 塗布
一般的には被着材の片面にヘラ、コテ、ローラーなどで塗布する。瞬間接着剤の場合は被着材の片面に滴下する。
- オープンタイム - オープンタイム(Open time)とは、接着剤を被着材に塗布してから、貼り合わせずに放置しておける許容最長時間。この時間を越えて塗布したままの状態にあった接着剤は充分な接着力を発揮できない。

二液混合型エポキシ系接着剤や第二世代アクリル系接着剤メタルロックなど、2液混合反応硬化の接着剤の場合は、決められた主剤と硬化剤の配合比率で良く撹拌混合する必要がある。
- 可使時間（Working life、ポットライフ - Pot life） - 主に二液型接着剤において、塗布するために混合した状態から、使用できる許容最長時間。この時間を越えた接着剤は充分な接着力を発揮できない。

### 硬化
- 硬化(Cure) - JIS K6800において、硬化とは物理的作用または化学反応によって接着剤の成分が固体に変化することを言う。これに対し、;固化;(Hardening, Solidification)とは物理的作用による変化のみを指す。
- 再活性接着(Reactivation) - 被着材の面に接着剤を塗布した後、再湿や加熱により再び接着性能を発揮させる手法。溶液系接着剤を塗布した切手や封筒の糊口、ワッペンなど固形接着剤を塗布したものなど。
- 初期接着性（タック - Tack） - 被着材と接触させた直後から結合を生じ、接着力を発揮する性質。硬化後に生じる本来の接着力とは別に、利便性を向上させるために添加剤を加えて機能を付加する。

### 接着剤の剥離・除去
接着面ではない箇所に付いてしまった接着剤を除去するために専用の除去剤（リムーバー）が用いられることもある。ただし、接着面の材質によっては落とせないこともある。
接着面の剥離には、高浸透性の有機溶媒が用いられる。圧力や温度を適切にした環境に長時間放置し、接着剤の樹脂の化学結合を破壊、もしくは物理架橋を解きほぐし、剥離させる。

## 接着剤の性状評価
同じ種類の接着剤でも、その用途に対応した様々な改良が加えられた品番があり、使用法に応じて選定する必要がある。性状評価とは、選定の指標となる物性の評価項目である。
接触角
被着材との濡れ性。接着剤は基本的に、被着体を十分に濡らせる性質が不可欠であり、これは被着体との相性によって変わる。その性能の指標となるものが接触角であり、目視の他に接触角計といわれる装置で測定される。被着体の上に接着剤（液化された状態のもの）を滴下し、接着剤界面のカーブの微分された傾きと、被着体との角度を求める。この角度が小さければ小さいほどよく濡れるとの判定を行う。

粘度（流動性、レオロジー）
粘度は、接着剤を塗布する方法と適合するものを選択する必要がある。壁面へ塗布する場合などでは、ある程度の粘度を持っていなければ接着剤が付着した状態を維持できない。逆にノズルなど機械的に塗布する場合には、高粘度の接着剤は不適となる。
測定には回転粘度計を使用し、単位はmPa・sまたはPa・s（パスカル秒）にて表示する。
構造粘性
構造粘性とは、液体を攪拌した際にその粘度が変化する性質を言う。接着剤は一般に、塗布作業を容易にするために攪拌する速度が増すにつれ粘度が低下する傾向（チキソトロピーthixotropy、揺変性）を持たせているが、特に大量生産用を目的とした自動化を行う場合には、具体的な塗布方法にマッチした構造粘性の特性を持つ品番を選定し作業時のトラブルを低減することが求められる。
水素イオン指数 (pH)
被着材の種類によっては、強酸性または強アルカリ性接着剤が腐食などの影響を及ぼすことがあり、接着剤を選定する際に考慮しなければならない場合がある。

## 接着力の評価

### 破壊検査
接着力を評価するには、実際に被着材を接着したものを剥がす破壊検査を行なう。接着剤と被着材それぞれの種類や接着条件によって強度は大きく左右されるため、複数の接着剤を評価するに当っては同一の被着材および条件下で接着した検体を準備しなければならない。
| |        |
| 接着時の破壊検査方法はJIS K6848にて規定される。破壊検査は、試験サンプルに加える力の方向により3種類に大別される。 - 引っ張り - 接着面に対し垂直方向の応力をかける。 - 剪断（せんだん）- 接着面に対し平行方向の応力をかける。 - 剥離（はくり） - 被着材を引き剥がす。 接着剤の破壊箇所は、一般に以下の3箇所が混合する形で起こる。図は被着材が同一の場合を示しており、異なる材質を接着するケースでは破壊は5箇所の混合となる。これら破壊は一様には起こらず、接着剤の厚さ・破壊検査の方法・サンプルの寸法・破壊速度・寿命・温度や湿度などの外的条件により左右されることを念頭に置かなければならない。これら破壊箇所の判定は基本的に観察手法に依存する。 凝集破壊 (cohesive failure) 硬化した接着剤層が破壊する。この場合、接着剤が要求強度を満たしていない場合が多く、種類の選定または接着時の条件を適正にする必要がある。 接着破壊（interfacial failure、界面破壊） 接着剤層と被着材層との境界面が破壊する。この場合、接着力そのものが不充分と考えられる。種類選定または接着条件の適正化とともに、被着材の表面状態についても考慮する必要がある。 基材破壊 (adherend failure) 被着材そのものが破壊する。この場合、接着剤および接着力は充分な強度を持っており、むしろ被着材の強度を検討する必要がある。 | inline |

### 非破壊検査
破壊を伴わない接着剤の検査には打法（タッピング法）もしくは超音波などを使用した透過測定法がある。

## 用語
機能性接着剤
物同士をつなぐという本来の性能にその他の機能を付加した接着剤、特殊環境下において使用される接着剤、特殊な接着方法を用いる接着剤などを言う。機能付加の例としては、導電性・電気絶縁性・弾性・耐燃性など。特殊環境の例としては、構造材料・耐熱性・極低温対応・水中硬化・透明・生体用など。特殊な接着方法の例としては、紫外線硬化・電子線硬化・マイクロカプセル型などがある。
ソルベント法
メチルエチルケトン(MEK)・トルエンなどの有機溶剤で合成樹脂を溶解融合させたり、アセトンを使い写真フィルムを融着させるなど、溶剤そのものを接着剤として使用する手法。
剥離ライナー（Release liner、セパレータ - Separator、剥離紙・離型紙または離型フィルム）
シリコン塗布などの剥離処理を施した紙またはフィルムなど。両面テープやフィルム状ホットメルト接着剤などの接着・粘着面を保護し、使用時に剥がす。
品番
一般に、接着剤は多種の素材を複雑に混合させており、特に工業用途においては求められる機能に対応する細かな処方の設計が行われている。このような接着剤それぞれに対応してつけられた商標やナンバーなど。
ブロッキング (Blocking)
テープ状接着剤などにおいて、ロールの状態で全体が固まってしまうトラブル。通常テープ状接着剤は塗布基材の背面にブロッキングを起こさない対策が施されているが、経時変化や劣悪な保管状況などにより発生することがある。
ホットメルト（Hot melt adhesives、Thermoplastic adhesives）
熱可塑性樹脂成分の固形接着剤を加熱し融解した状態にして流動性を付与（ホットメルト）した上で塗布し、冷却されることにより、物理架橋が起き硬化・接着する。接着速度が速い反面オープンタイムはほとんど無い。作業性の問題などから融点の高い高分子は使用に向かず、結果として耐熱性は低い。接着剤に熱をかけるために、ホットメルトガン・熱プレス機などの装置、溶融塗布機器やアプリケーターなどの設備などが必要となる。離型紙をつけたフィルム状のものは、片面をワッペンやアップリケなどに接着させておき、必要時に離型紙を剥がして衣類にホットメルト接着させるタイプもある。

## 接着剤を製造販売しているメーカー、ブランド
一般家庭用を主に製造販売しているメーカー、ブランド
- セメダイン
  - セメダインブランド
- コニシ
  - ボンドブランド

- 東亜合成
  - アロンアルフアブランド ※家庭用はコニシに販売委託。
- ヤマト
  - ヤマト糊ブランド、アラビックヤマト
- 不易糊工業
  - フエキ糊ブランド、Ｏ'GLUE
- ミツヱ
  - ミツヱ糊ブランド、アドマイト

業務用のみ製造販売しているメーカー、ブランド
- ヘンケル
  - ロックタイトブランド
- スリーボンド
  - スリーボンドブランド
- 積水フーラー
  - エスダインブランド